# Scorpaena brachyptera
Scorpaena brachyptera är en fiskart som beskrevs av Eschmeyer, 1965. Scorpaena brachyptera ingår i släktet Scorpaena och familjen Scorpaenidae. Inga underarter finns listade i Catalogue of Life.